# Discographie de Nine Inch Nails

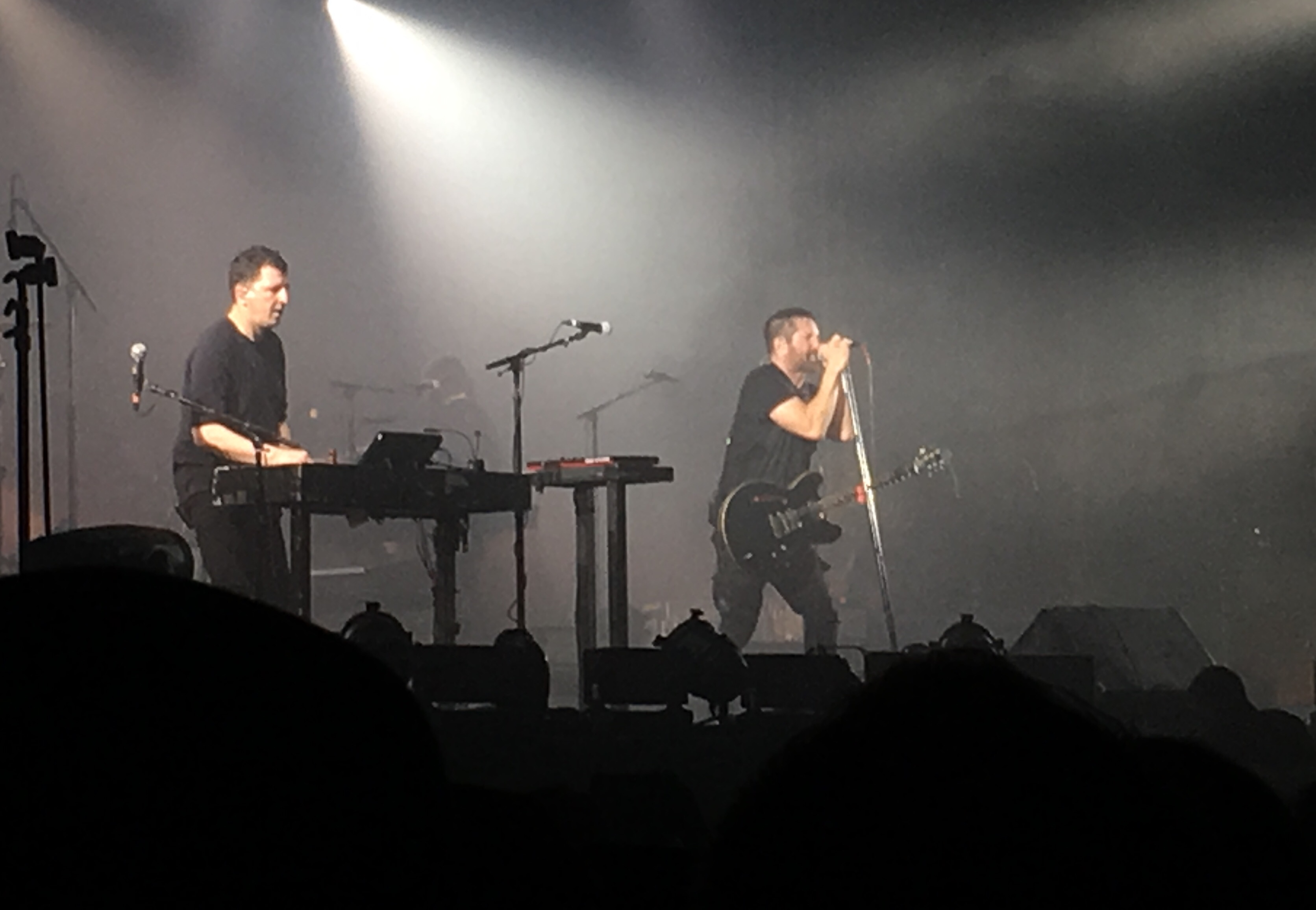
Nine Inch Nails

Discographie du groupe de musique de rock industriel Nine Inch Nails. Pour plus de détails, voir la catégorie concernant Nine Inch Nails.

## Albums studio et EP
| Date de sortie    | Titre                 | Label                |
| ----------------- | --------------------- | -------------------- |
| 20 octobre 1989   | Pretty Hate Machine   | TVT                  |
| 22 septembre 1992 | Broken                | TVT/Nothing          |
| 8 mars 1994       | The Downward Spiral   | TVT/Nothing          |
| 21 septembre 1999 | The Fragile           | Nothing              |
| 3 mai 2005        | With Teeth            | Interscope           |
| 17 avril 2007     | Year Zero             | Interscope           |
| 8 avril 2008      | Ghosts I-IV           | A+R                  |
| 5 mai 2008        | The Slip              | The Null Corporation |
| 3 septembre 2013  | Hesitation Marks      | Columbia             |
| 23 décembre 2016  | Not The Actual Events | The Null Corporation |
| 21 juillet 2017   | Add Violence          | The Null Corporation |
| 22 juin 2018      | Bad Witch             | Capitol Records      |
| 26 mars 2020      | Ghosts V: Together    | The Null Corporation |
| 26 mars 2020      | Ghosts VI: Locusts    | The Null Corporation |

## Albums remixés
| Date de sortie   | Titre                                | Label      |
| ---------------- | ------------------------------------ | ---------- |
| 7 décembre 1992  | Fixed                                | Nothing    |
| 1er juin 1995    | Further Down the Spiral              | Nothing    |
| 21 novembre 2000 | Things Falling Apart                 | Nothing    |
| 20 novembre 2007 | Year Zero Remixed ou Y34RZ3R0R3MIX3D | Interscope |

## Albums live et compilations
| Date de sortie   | Titre                        | Label      | Format             | Contenu |
| ---------------- | ---------------------------- | ---------- | ------------------ | --- |
| 21 novembre 1997 | Closure                      | Nothing    | VHS                | Enregistrements tirés des concerts et des coulisses de la tournée Self Destruct de 1994-96. Il y a aussi des musiques et des vidéos datant de 1989 à 1997 excepté Burn.                                                     |
| 22 janvier 2002  | And All that Could Have Been | Nothing    | CD DVD VHS         | Enregistrements issus de la tournée Fragility v2.0, en l'an 2000. L'édition limitée du CD était livrée avec un disque supplémentaire intitulé Still. Still a aussi été vendu séparément via le site web de Nine Inch Nails. |
| 27 février 2007  | Beside You in Time           | Interscope | DVD HD DVD Blu-ray | Enregistrements vidéo tirés de la tournée 2006 Live: With Teeth. Il contient aussi plusieurs clips de 2005. |

## Singles
| Année | Titre                         | Album                                      |
| ----- | ----------------------------- | ------------------------------------------ |
| 1989  | Down in It                    | Pretty Hate Machine                        |
| 1990  | Head Like a Hole              | Pretty Hate Machine                        |
| 1990  | Sin                           | Pretty Hate Machine                        |
| 1992  | Happiness in Slavery          | Broken                                     |
| 1993  | Wish                          | Broken                                     |
| 1994  | March of the Pigs             | The Downward Spiral                        |
| 1994  | Closer to God                 | The Downward Spiral                        |
| 1994  | Piggy                         | The Downward Spiral                        |
| 1994  | Hurt                          | The Downward Spiral                        |
| 1994  | Burn                          | Tueurs nés (bande originale)               |
| 1997  | The Perfect Drug              | Lost Highway (bande originale)             |
| 1999  | The Day the World Went Away   | The Fragile                                |
| 1999  | We're in This Together        | The Fragile                                |
| 2000  | Into the Void                 | The Fragile                                |
| 2000  | Starfuckers, Inc.             | The Fragile                                |
| 2001  | Deep                          | Lara Croft : Tomb Raider (bande originale) |
| 2005  | The Hand that Feeds           | With Teeth                                 |
| 2005  | Only                          | With Teeth                                 |
| 2006  | Every Day Is Exactly the Same | With Teeth                                 |
| 2007  | Survivalism                   | Year Zero                                  |
| 2007  | Capital G                     | Year Zero                                  |
| 2008  | Discipline                    | The Slip                                   |
| 2008  | Echoplex                      | The Slip                                   |

## Halo
Les créations du groupe Nine Inch Nails suivent une numérotation en halos. Cette numérotation est croissante selon la date de publication des halos. Ainsi, le mot halo suivi de son numéro (en lettres) précèdent le nom de l'album sur l'emballage. Par exemple, pour leur cinquième sortie, Broken, on trouve la phrase Halo Five. Les numéros des halos sont parfois modifiés s'il vient à sortir une version différente d'une publication. Les parutions promotionnelles n'ont pas leur propre numéro, même si les singles Piggy et Hurt furent cataloguées comme Halo Ten, un titre utilisé officiellement pour Further Down the Spiral.

### Pretty Hate Machine: 1988 - 1991
- Halo 1 - Down in It
- Halo 2 - Pretty Hate Machine
- Halo 3 - Head Like a Hole
- Halo 4 - Sin

### Broken: 1992 - 1993
- Halo 5 - Broken
- Halo 6 - Fixed

### The Downward Spiral: 1994 - 1998
- Halo 7 - March of the Pigs
- Halo 8 - The Downward Spiral
  - Halo 8 DE - The Downward Spiral: Deluxe Edition (réédition)
  - Halo 8 DVD-A - The Downward Spiral: DualDisc (réédition)
- Halo 9 - Closer to God
- Halo 10 - Further Down the Spiral
  - Halo 10 v2 - Further Down the Spiral, l'édition européenne contient des pistes alternatives
- Halo 11 - The Perfect Drug
- Halo 12 - Closure

### The Fragile: 1999 - 2004
- Halo 13 - The Day the World Went Away
- Halo 14 - The Fragile
  - Halo 30 - The Fragile: Deviations 1 (2016)
- Halo 15 - We're in This Together
- Halo 16 - Things Falling Apart
- Halo 17 - And All That Could Have Been

### With Teeth: 2005 - 2007
- Halo 18 - The Hand that Feeds
- Halo 19 - With Teeth
  - Halo 19 DVD-A - With Teeth, DualDisc
- Halo 20 - Only
- Halo 21 - Every Day Is Exactly the Same
- Halo 22 - Beside You in Time

### Year Zero: 2007 - 2008
- Halo 23 - Survivalism
- Halo 24 - Year Zero
- Halo 25 - Y34RZ3R0R3MIX3D

### Ghosts I-IV: 2008
- Halo 26 - Ghosts I-IV

### The Slip: 2008
- Halo 27 - The Slip[1]

### Hesitation Marks: 2013
- Halo 28 - Hesitation Marks[2]

### La Trilogie: 2016 - 2018
- Halo 29 - Not The Actual Events
- Halo 31 - Add Violence
- Halo 32 - Bad Witch

### Ghosts V-VI: 2020
- Halo 33 - Ghosts V: Together
- Halo 34 - Ghosts VI: Locusts

## Divers

### Bandes originales
- Dead Souls (reprise de Joy Division), a été enregistré pour le film The Crow. Dead Souls apparaît aussi sur The Downward Spiral: Deluxe Edition et l'édition japonaise de The Downward Spiral.
- Burn and Something I Can Never Have (Edited and Extended) ont été enregistrés pour la bande originale du film Tueurs nés. "Burn" apparaît aussi sur The Downward Spiral: Deluxe Edition.
- Les effets sonores et la musique du jeu Quake sont de Trent Reznor et Nine Inch Nails.
- The Perfect Drug a été enregistré pour la bande originale du film Lost Highway. "The Perfect Drug" apparaît aussi sur l'édition européenne de The Perfect Drug et une version longue se trouve sur le troisième disque de We're in This Together.
- Deep a été enregistré pour le film Lara Croft : Tomb Raider.
- You Know What You Are? (Clint Mansell Remix) apparaît sur la bande originale du film Doom.
- Just like you imagined apparaît sur la bande originale du film 300 le film adapté du roman graphique de Frank Miller.
- Everyday Is Exactly the Same apparaît sur la bande originale du film Wanted.

### Remixes
Remixes réalisés par Nine Inch Nails. Pour ceux produits par Trent Reznor, voir Trent Reznor : remixes (à faire).
- Light (Fat Back Dub) pour KMFDM, sur Light
- I'm Afraid of Americans (V1–V4, V6) pour David Bowie, sur I'm Afraid of Americans
- Victory (Nine Inch Nails Remix) pour Puff Daddy & The Family, sur Victory: Remixes
- Democracy (NIN Remix) pour Killing Joke, sur Wardance : The Remixes
- The heart filthy lesson (alt. mix) pour David Bowie, sur The heart filthy lesson
- Growing up (Trent Reznor remix) pour Peter Gabriel, sur Growing up
- Vertigo (Trent Reznor remix) pour U2, sur Sometimes you can't make it on your own (DVD single)
- Symphony of Destruction (Gristle mix) pour Megadeth, sur Foreclosure of a Dream

### Bootlegs notables
- Purest Feeling (Hawk Records) - Enregistrement d'un concert au Right Track Studio à Cleveland. Il contient 2 morceaux inédits.
- Demos & Remixes (Blue Moon Records) - Contient des démos enregistrées en 1998, un titre live, un titre avec les 1000 Homo DJs et des remixes.
- When the Whip Comes Down (Kiss The Stone Records) - Enregistrement à partir de la Table de mixage lors du concert à Woodstock '94.
- Children of the Night (Kiss The Stone Records) - Enregistrement à partir de la Table de mixage de la tournée de 1995. David Bowie chante sur les trois derniers titres.
- CRC Sessions - Set acoustique lors de la tournée Fragility 2.0 à la Chicago Recording Company. Très proche de l'ambiance chaude et acoustique de l'album Still.

### Clips
| Titre                         | Directeurs                          | Publié           | Notes |
| ----------------------------- | ----------------------------------- | ---------------- | --- |
| "Down in It"                  | Eric Zimmerman Benjamin Stokes      | Septembre 1989   | La naissance du logo NIN peut être aperçu sur la veste que porte Trent Reznor.                                                       |
| "Head Like a Hole"            | Eric Zimmerman                      | Mars 1990        | La bande sonore est le remix "Head Like a Hole (clay)."                                                                              |
| "Sin"                         | Brett Turnbull                      | 24 novembre 1997 | Jamais diffusé. Une version modifiée apparaît sur la double VHS Closure. La version originale est disponible via le site web de TVT. |
| "Pinion"                      | Eric Goode Serge Becker             | Février 1992     | La vidéo (uniquement) a été utilisé pour l'introduction d'Alternative Nation sur MTV avec Lisa Kennedy Montgomery.                   |
| "Wish"                        | Peter Christopherson                | Février 1992     | |
| "Help Me I Am in Hell"        | Eric Goode Serge Becker             | 24 novembre 1997 | Jamais diffusé. |
| "Happiness in Slavery"        | Jon Reiss                           | 24 novembre 1997 | Jamais diffusé. |
| "Gave Up"                     | Jon Reiss                           | 24 novembre 1997 | Jamais diffusé. |
| "Wish (live)"                 | Simon Maxwell                       | 24 novembre 1997 | Diffusé sur 120 Minutes (en). |
| "March of the Pigs"           | Peter Christopherson Trent Reznor   | Mars 1994        | Un morceau apparaît sur le DVD Closure.                                                                                              |
| "Closer"                      | Mark Romanek                        | 12 mai 1994      | Deux versions : Version Originale et "Nothing Version".                                                                              |
| "Burn"                        | Hank Corwin Trent Reznor            | 24 août 1994     | Titré créé pour le film Tueurs nés.                                                                                                  |
| "Hurt (live)"                 | Simon Maxwell                       | Mars 1995        | Un morceau (mais pas en live) apparaît sur le DVD Closure.                                                                           |
| "The Perfect Drug"            | Mark Romanek                        | 18 janvier 1997  | Titre créé pour le film Lost Highway.                                                                                                |
| "Eraser (live)"               | Simon Maxwell                       | 24 novembre 1997 | Jamais diffusé. |
| "We're in This Together"      | Mark Pellington                     | 27 août 1999     | Trois versions : courte, longue, et celle de Mark Pellington.                                                                        |
| "The Day the World Went Away" |                                     | 22 janvier 2002  | Jamais terminé. Les bribes originaux (studio et live)se trouvent sur le DVD And All That Could Have Been.                            |
| "Into the Void"               | Walter Stern Jeff Richter           | 14 janvier 2000  | |
| "Starsuckers, Inc."           | Robert Hales Brian Warner           | 2 mai 2000       | Version légèrement différente de Starfuckers, Inc.                                                                                   |
| "Deep"                        | Enda McCallion (en)                 | Août 2001        | Titre créé pour le film Lara Croft : Tomb Raider.                                                                                    |
| "The Hand that Feeds"         | Rob Sheridan                        | 17 mars 2005     | |
| "Only"                        | David Fincher                       | 12 juillet 2005  | 90-95% d'images de synthèse. |
| "Survivalism"                 | Alex Lieu Rob Sheridan Trent Reznor | 11 mars 2007     | Première apparition sur une clé USB, trouvée le 7 mars 2007 après un concert de NIN.                                                 |

Broken est aussi un court métrage non diffusé.